# Amy Briggs
Amy Ruth Briggs (Minnesota, 1962) es una escritora y editora de videojuegos estadounidense conocida por crear Plundered Hearts, un juego de ordenador de ficción interactiva publicado por Infocom en 1987.

## Trayectoria
Nacida en Minnesota, se licenció en Filología Inglesa por el Macalester College en 1984, especializándose en literatura británica. En un momento de su juventud, Briggs fue niñera de Ron Gilbert, que más tarde diseñaría el juego de aventuras de temática pirata Monkey Island.
Ya aficionada a los juegos de Infocom, Briggs se incorporó a la empresa en 1985 como probadora de juegos. Trabajó muchas horas probando juegos y aprendiendo el lenguaje de programación ZIL, y pronto ascendió a implementadora.
Su formación literaria la llevó a escribir el primer juego de aventuras y romances de texto para chicas, Plundered Hearts. También eligió un personaje principal explícitamente femenino, algo único en Infocom (otros personajes principales eran de género no especificado, masculinos o permitían elegir el sexo). Ella explicó estas decisiones diciendo: "C. S. Lewis dijo que tenía que escribir Las Crónicas de Narnia porque eran libros que quería leer y nadie los había escrito todavía». Plundered Hearts era un juego al que quería jugar".
Aunque Plundered Hearts fue su única aventura de texto publicada, Briggs trabajó como escritora y editora en otros proyectos de Infocom: realizó una importante reescritura de Quarterstaff y ayudó a diseñar "The Flathead Calendar", la aventura principal incluida en Zork Zero. También fue brevemente la ejecutora principal de Milliways, la secuela nunca completada de La Guía del autoestopista galáctico. Tras el cierre de Infocom en 1989, regresó a Minnesota, donde cursó estudios de posgrado y obtuvo un doctorado en psicología cognitiva por la Universidad de Minnesota. Después trabajó para 3M como ingeniera de factores humanos.